# Мамонтовое
Мамонтовое — село в Каргатском районе Новосибирской области. Административный центр Алабугинского сельсовета.

## География
Площадь села — 1429 гектаров. 

## История
В 1976 г. Указом президиума ВС РСФСР посёлок центральной усадьбы совхоза «Озерский» переименован в село Мамонтовое.

## Население
| 2002 | 2007 | 2010 |
| ---- | ---- | ---- |
| 339  | ↘318 | ↘275 |

## Инфраструктура
В селе по данным на 2007 год функционируют 1 учреждение здравоохранения, 2 образовательных учреждения.

## Палеолитическая стоянка
С западной стороны села находится палеолитическая стоянка «Волчья грива», обнаруженная в 1957 году в верховьях реки Баган у села Озерки на высокой Волчьей гриве, протянувшейся на 8 км. Поначалу ее приняли за кладбище мамонтов, но летом 1969 года академик А.П. Окладников определил, что это не кладбище, а уникальнейшая стоянка людей древнекаменного века, которые никогда не изготавливали каменных орудий: в бескрайней Барабе не было выходов камня, пригодного для хозяйственного использования. Волчья грива является палеонтологическим памятником природы областного значения. Жившие около 14,5 тысяч лет назад на Волчьей гриве охотники сооружали жилища из бедренных костей и бивней мамонтов. Шкуры шли на крыши, ребра — на копья, а мясо, конечно, использовалось в пищу. Всего учеными было обнаружено 1,5 тысячи скелетов мамонтов. Основная коллекция находится в Новосибирском Академгородке, а на месте обитания последних сибирских мамонтов сейчас расположено село Мамонтово.

## Улицы
1. Улица Молодежная
2. Улица Центральная
3. Улица Луговая
4. Улица Электриков